# Barbo (famiglia)
I Barbo furono una famiglia nobile veneziana, compresa nel patriziato.

## Storia
Tradizioni relativamente tarde hanno tentato di farne risalire le origini all'epoca romana (dai Domizi Enobarbi) o di metterla in relazione con i Barbolani, casata che ebbe qualche ruolo politico a Venezia attorno all'anno Mille. Nessuna prova documentaria può avallare queste tesi; di certo era molto antica e prestigiosa (sebbene non compaia nell'élite delle case vecchie) e cominciò a partecipare alla vita pubblica lagunare nel corso del XIII secolo.

## Esponenti illustri
I Barbo furono in auge tra il Trecento e l'inizio del Cinquecento, anche se nessuno dei suoi membri riuscì a raggiungere il dogato. Primo esponente degno di nota fu Pantaleone di Marco († 1398), coinvolto nella repressione della congiura di Marin Falier (1355), nella repressione della rivolta di Creta (1365), nelle trattative con i duchi d'Austria (svoltesi a più riprese tra il 1370 e il 1381), con i Carraresi (1372) e con il regno d'Ungheria (1386).
Nel secolo successivo emerse Ludovico di Marco (1382 - 1443), riformatore religioso e poi vescovo, fondatore dei Canonici regolari di San Giorgio in Alga e della Congregazione cassinese. Poco dopo si distinse il suo più illustre rappresentante, Pietro di Niccolò (1417 - 1471), che nel 1464 fu eletto papa con il nome di Paolo II. Negli stessi anni, Marco di Marino (1420 - 1491) veniva creato cardinale e poi patriarca di Aquileia. In campo politico si segnalavano invece Paolo di Niccolò (1416 - 1462), negoziatore della pace di Lodi, e Paolo di Andrea (1423 - 1509), protagonista delle vicende che portarono all'abdicazione del doge Francesco Foscari e consigliere della Repubblica sino a tarda età.
In seguito la famiglia non diede altre personalità di rilievo. Si estinse nella seconda metà del Settecento con la morte di Stefano di Giovanni.

## Altri esponenti
- Pantaleone Barbo "il Giovane" (?–1398), politico;
- Giovanni Barbo (?–1414), condottiero;
- Paolo Barbo (1416–1462), umanista;
- Pietro di Niccolò (1417–1471), 211° papa della chiesa Cattolica con il nome di Paolo II;
- Niccolò Barbo (1420–1462), umanista;
- Paolo Barbo (1423–1509), diplomatico;
- Giovanni Barbo (?–1547) vescovo di Pedena.

## Stemma

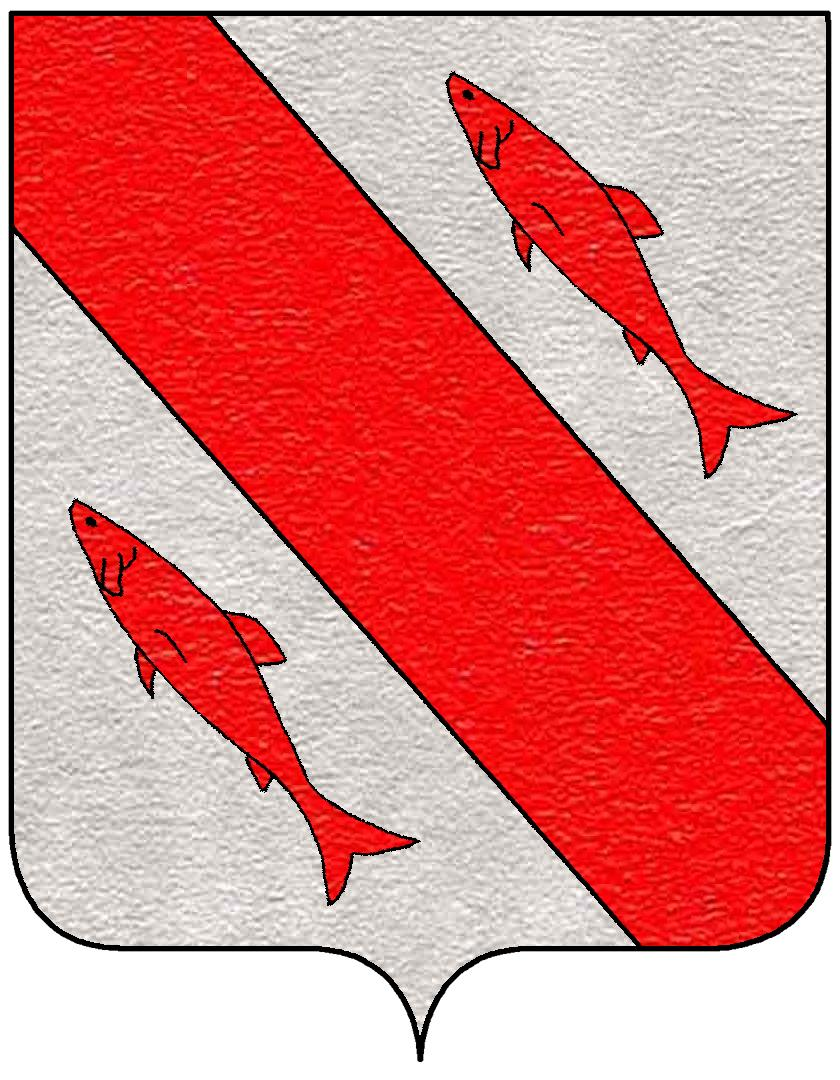
Antico stemma dei Barbo attribuito dalle cronache.

Lo stemma dei Barbo reca un leone d'argento con una banda d'oro di traverso. A detta della tradizione, fu concesso da un qualche imperatore bizantino per premiare le imprese di cui la famiglia era stata protagonista.
Secondo alcune cronache, in passato era in uso uno stemma parlante "d'argento alla banda di rosso, recante due pesci barbi dello stesso". Qualcuno ha attribuito il medesimo stemma anche a un'altra casata veneziana, i Barbaro.